# Kazimierz Ferenc
Kazimierz Zygmunt Ferenc (ur. 20 lipca 1944 w Zalesiu, zm. 9 listopada 2024) – polski urzędnik państwowy, architekt i polityk, w latach 1990–1994 wojewoda rzeszowski.

## Życiorys
W 1968 ukończył studia na Wydziale Architektury Politechniki Krakowskiej. Był pracownikiem kolejno: Miastoprojektu w Krakowie (1968–1970), Biura Projektów Budownictwa Komunalnego w Rzeszowie (1970–1971), Wydziału Architektury Prezydium Miejskiej Rady Narodowej w Rzeszowie (1971–1972), Biura Projektów Budownictwa Miejskiego w Rzeszowie (1972–1974) i Rzeszowskiego Biura Projektowego (1974–1978). W latach 1979–1985 był zatrudniony w Inwestprojekcie w Rzeszowie
Od września 1980 działał w „Solidarności” w Inwestprojekcie. W 1981 był delegatem WZD Regionu Rzeszów, podczas którego przewodniczył obradom związku. Po wprowadzeniu stanu wojennego należał do założycieli niejawnej Regionalnej Komisji Wykonawczej w regionie. Od kwietnia 1982 był działaczem RKW „Solidarność” w Rzeszowie. Od 30 sierpnia 1982 do 11 września 1982 był internowany w ośrodku odosobnienia w Uhercach. W 1982 został organizatorem kolportażu i dystrybutorem wydawnictw podziemnych. Do 1986 był uczestnikiem manifestacji w Rzeszowie, wielokrotnie przesłuchiwany z uwagi na prowadzoną działalność.
W lutym 1989 został członkiem wojewódzkiego Komitetu Obywatelskiego „Solidarność” w Rzeszowie, a od lipca 1989 do czerwca 1990 był przewodniczącym regionalnego KO „S”. W latach 1985–1990 prowadził własną pracownię projektową. W latach 1982–1990 był przewodniczącym Oddziału Stowarzyszenia Architektów Polskich w Rzeszowie, w 1997 objął funkcję wiceprezesa tej organizacji. Od 2002 do 2004 był prezesem Izby Architektów RP.
23 maja 1990 został powołany na stanowisko wojewody rzeszowskiego, który to urząd sprawował do 1994. Był też wiceprezydentem Fundacji Rozwoju Ziemi Rzeszowskiej. W 1991 był sygnatariuszem deklaracji założycielskiej Porozumienia Centrum. Od 1992 należał do Stronnictwa Ludowo-Chrześcijańskiego. Od 1997 wchodził w skład organów krajowych Stronnictwa Konserwatywno-Ludowego. W 2001 dołączył do Platformy Obywatelskiej.
W latach 1995–1997 był prezesem zarządu Zespołu Elektrowni Wodnych Solina-Myczkowce. Później zajmował stanowisko wiceprezesa Urzędu Mieszkalnictwa i Rozwoju Miast. W latach 1998–2001 był podsekretarzem stanu w MSWiA. W latach 1999–2000 zasiadał także w zarządzie Państwowej Agencji Atomistyki.
Od października 2001 do marca 2002 był prezesem Urzędu Regulacji Telekomunikacji. W latach 2002–2005 pełnił funkcję prezesa zarządu Centrum Zaufania i Certyfikacji CENTRAST S.A. Następnie do 2007 zajmował stanowisko wiceprezesa zarządu Polskich Sieci Elektroenergetycznych. Do 2009 był doradcą w tym przedsiębiorstwie, po czym przeszedł na emeryturę. W 2014 został koordynatorem pracy gabinetu politycznego ministra sprawiedliwości Marka Biernackiego.

## Odznaczenia
- Krzyż Komandoski Orderu Odrodzenia Polski – 2024 (pośmiertnie)[5]
- Krzyż Kawalerski Orderu Odrodzenia Polski – 2013[6][7]
- Złoty Krzyż Zasługi – 1997[1]